# Fiadanana (Vatovavy-Fitovinany)
Fiadanana is een plaats en gemeente in Madagaskar gelegen in het district Nosy Varika van de regio Vatovavy-Fitovinany. Er woonden bij de volkstelling in 2001 ongeveer 21.000 mensen.
In de plaats een basisonderwijs beschikbaar. 95% van de bevolking is landbouwer. Het belangrijkste gewas is koffie, maar er wordt ook peper en rijst verbouwd. 5% van de bevolking is werkzaam in de dienstensector.